# 34. SS-Freiwilligen-Grenadier-Division "Landstorm Nederland"
La 34.SS-Freiwilligen Grenadier Division Landstorm Nederland è una delle 38 divisioni regolari delle Waffen-SS costituita durante la seconda guerra mondiale, conosciuta anche come la 2ª divisione olandese.

## Storia
Nel marzo 1943, l'organizzazione è formata per la difesa civile del territorio olandese, il suo nominativo modificato in « territoriale olandese ». Sarà inquadrato da ufficiali della polizia tedesca. In ottobre, viene denominato "Landstorm Nederland" e torna sotto il controllo delle Waffen-SS e si rinforza con  3 500 miliziani nazisti olandesi. Verrà impiegato principalmente nel ruolo di polizia in operazioni anti resistenza olandese.
Nel settembre 1944, alcuni elementi saranno inviati ad Arnhem per combattere la 1ª divisione paracadutisti britannica.
Ingaggerà battaglia contro i partigiani del Brabante settentrionale, quindi parteciperà ai successivi combattimentia ovest di Veenendaal contro le truppe canadesi nel maggio 1945.

## Denominazione successive
- Ottobre 1943: Landstorm Nederland
- Novembre 1944: SS-Freiwilligen Grenadier Brigade Landstorm Nederland
- Febbraio 1945: 34.SS-Freiwilligen Grenadier Division Landstorm Nederland

## Ordine di battaglia
- Division Stab
- SS-Feldersatz-Battalion 60
- Grenadier-Regiment Nr.1
- SS-Freiwilligen-Grenadier-Regiment 83
- SS-Freiwilligen-Grenadier-Regiment 84
- SS-Artillerie-Regiment 60
- SS-Panzerjäger-Abteilung 60 Nordwest
- SS-Pionier-Kompanie 60
- SS-Nachrichten-Kompanie 60
- SS Vet-Kompanie 60
- SS Feldpostamt 60
- SS Sanitäts-Kompanie 60

## Liste dei comandanti successivi
| Inizio del comando | Fine del comando | Grado               | Nome             |
| ------------------ | ---------------- | ------------------- | ---------------- |
| Aprile 1943        | Giugno 1944      | SS-Hauptsturmführer | Viktor Knapp     |
| Giugno 1944        | Novembre 1944    | SS-Brigadeführer    | Jürgen Wagner    |
| 5 novembre 1944    | 8 maggio 1945    | SS-Oberführer       | Martin Kohlroser |

## Vedere anche
- 23. SS-Freiwilligen-Panzergrenadier-Division "Nederland"
- Waffen SS